# Deuxième traité romano-carthaginois
Le deuxième traité romano-carthaginois est un traité signé en 348 av. J.-C. entre la République romaine et Carthage. Le premier traité romano-carthaginois des années 508 av. J.-C.- 507 av. J.-C., définissait les domaines d'intérêts de Rome et de Carthage, interdisant notamment l'intervention de Carthage dans le Latium. Connu par l'intermédiaire de Polybe, ce second traité a pour objectif de renouveler les termes du premier, mais en y incluant des villes nouvelles. Les nouvelles villes carthaginoises incluent dans le traité sont principalement Tyr et Utique. Les points principaux du traité sont les suivants :
1. Les Romains ne peuvent pas ni faire du commerce, ni construire sur la côte nord-africaine ou en Sardaigne. En cas de force majeure comme une tempête, il est possible aux navires de s'abriter dans les ports de ces régions pour une durée maximum de cinq jours.
2. Les Romains et les Carthaginois sont obligés de respecter les citoyens alliés de la partie opposée.
3. Les citoyens romains sont traités comme les Carthaginois à Carthage et dans la partie carthaginoise de la Sicile. Les citoyens carthaginois sont traités comme les Romains à Rome.
4. Les Carthaginois peuvent attaquer des villes indépendantes du Latium pour gagner des prisonniers et du butin, mais s'ils conquièrent la ville, ils doivent la remettre à Rome.

## Annexe